# Michailow (Familienname)
Michailow oder Michajlow (kyrillisch Михайлов) bzw. Michailowa, Michajlowa (weibliche Form) ist ein russischer und bulgarischer Familienname. Weitere Schreibweisen sind Mikhailov und Michailov.

## Namensträger
- Alexander Michailow (Boxer), sowjetischer Boxer
- Alexander Alexandrowitsch Michailow (Astronom) (1888–1983), russischer Astronom
- Alexander Alexandrowitsch Michailow (Schauspieler, 1922) (1922–1992), sowjetischer Schauspieler
- Alexander Alexandrowitsch Michailow (Schauspieler, 1926) (1926–1998), sowjetischer Schauspieler
- Alexander Jakowlewitsch Michailow (* 1944), russischer Schauspieler
- Alexander Nikolajewitsch Michailow (* 1951), russischer Politiker
- Alexander Wassiljewitsch Michailow (1859–1927), russischer Philologe
- Alexander Wiktorowitsch Michailow (* 1970), russischer Freestyle-Skier
- Alexej Mikhailov (* 1996), deutscher Leichtathlet
- Anatoli Arkadjewitsch Michailow (1936–2022), sowjetischer Leichtathlet
- Angelina Michajlowa (* 1960), bulgarische Basketballspielerin
- Andrei Alexejewitsch Michailow (1773–1849), russischer Architekt
- Andrei Grigorjewitsch Michailow (* 1984), russischer Bogenbiathlet
- Andrei Wassiljewitsch Michailow (1904–1996), sowjetisch-russischer Wasserbauingenieur und Hochschullehrer
- Atanas Michajlow (1949–2006), bulgarischer Fußballspieler
- Boris Mikhailov (Fotograf) (* 1938), ukrainischer Fotograf
- Boris Petrowitsch Michailow (* 1944), sowjetischer Eishockeyspieler
- Borislaw Michajlow (* 1963), bulgarischer Fußballtorhüter
- Christo Michailow (1893–1944), bulgarischer Politiker
- Darja Lawrentjewna Michailowa (1836–1910), russische Krankenschwester, bekannt als Dascha von Sewastopol
- Diliana Michailov (* 1980), bulgarische Pianistin und Dirigentin
- Filip Michajlow (* 1998), bulgarisch-nordmazedonischer Fußballspieler
- Gebriela Michajlowa (* 1996), bulgarische Tennisspielerin
- Gennadi Ignatjewitsch Michailow (* 1974), russischer Radrennfahrer
- Iskra Michailowa (* 1957), bulgarische Politikerin
- Iwan Michajlow (1896–1990), bulgarischer Widerstandskämpfer
- Iwan Michailow (General) (1897–1982), bulgarischer General und Politiker
- Iwan Michajlow (Boxer) (* 1944), bulgarischer Boxer
- Iwan Adrianowitsch Michailow (1891–1946), russischer Ökonom und Politiker
- Jaroslaw Jurjewitsch Michailow (* 2003), russischer Fußballspieler
- Jegor Borissowitsch Michailow (* 1978), russischer Eishockeyspieler
- Jewgeni Michailow (* 1937), russischer Dreispringer
- Jewgenija Jurjewna Michailowa (* 1979), russische Biathletin
- Juri Michailow (Leichtathlet) (* 1953), russischer Langstreckenläufer
- Juri Matwejewitsch Michailow (1930–2008), sowjetischer Eisschnellläufer
- Juri Michailowitsch Michailow (* 1953), russischer Chemiker und Politiker
- Kirill Sergejewitsch Michailow (* 1998), russischer E-Sportler
- Konstantin Michailow (Bauingenieur) (1913–2009), georgischer Bauingenieur und Hochschullehrer
- Konstantin Michailow (Eishockeyspieler) (* 1964), bulgarischer Eishockeytorwart
- Konstantin Konstantinowitsch Michailow (1910–1994), sowjetischer Schauspieler, Schauspiellehrer und Synchronsprecher
- Max Michailow (eigentlich Mordechaj Finkelstein; 1912–1991), deutscher Violinist
- Maxim Dormidontowitsch Michailow (1893–1973), russischer bzw. sowjetischer Opernsänger und Schauspieler
- Maxim Igorewitsch Michailow (1962–2018), sowjetischer bzw. russischer Opernsänger (Bass)
- Maxim Michailowitsch Michailow (* 1988), russischer Volleyballspieler
- Michail Michailow (eigentlich Michael Finkelstein; 1888–1923), russischer Violinist
- Michail Michajlow (* 1973), bulgarischer Fußballspieler
- Michail Michailov (Künstler) (* 1978), bulgarischer Künstler
- Nadeschda Michajlowa, Geburtsname von Nadeschda Nejnski (* 1962), bulgarische Politikerin
- Natalja Jurjewna Michailowa (* 1986), russische Eiskunstläuferin
- Nikolaj Michajlow (Eishockeyspieler) (* 1948), bulgarischer Eishockeyspieler
- Nikolaj Michajlow (Fußballspieler) (* 1988), bulgarischer Fußballspieler
- Nikolai Alexandrowitsch Michailow (1906–1982), sowjetischer Politiker und Diplomat
- Nikolai Matwejewitsch Michailow (1902–1965), sowjetisch-russischer Generalmajor
- Nikolai Nikolajewitsch Michailow (1905–1982), sowjetischer Geograf und Schriftsteller
- Olga Wjatscheslawowna Michailowa (* 1981), russische Skilangläuferin
- Pawel Stepanowitsch Michailow (1808–?), russischer Bildhauer und Hochschullehrer
- Polina Jurjewna Michailowa (* 1986), russische Tischtennisspielerin
- Sergei Anatoljewitsch Michailow (* 1958), russischer Geschäftsmann
- Sneschana Michajlowa (* 1954), bulgarische Basketballspielerin
- Walentin Olegowitsch Michailow (* 1948), russischer Geophysiker
- Wiktor Michailow (1901–1990), georgischer Bauingenieur und Hochschullehrer
- Wiktorija Andrejewna Michailowa (* 2000), russische Tennisspielerin
- Wirschinija Michajlowa (* 1932), bulgarische Diskuswerferin
- Wlado Michajlow (* 1977), bulgarischer Musiker, Sänger, Musikproduzent, Schauspieler und Synchronsprecher